# Hôtel de Pierre Meusnier
L'hôtel de Pierre Meusnier est un hôtel particulier situé à Tours dans le Vieux-Tours. Le monument fait l’objet d’une inscription au titre des monuments historiques depuis le 27 juin 1946.

## Historique
L'hôtel, situé au 24 rue de la Préfecture, fut construit en 1762 par l'architecte Pierre Meusnier pour lui-même.

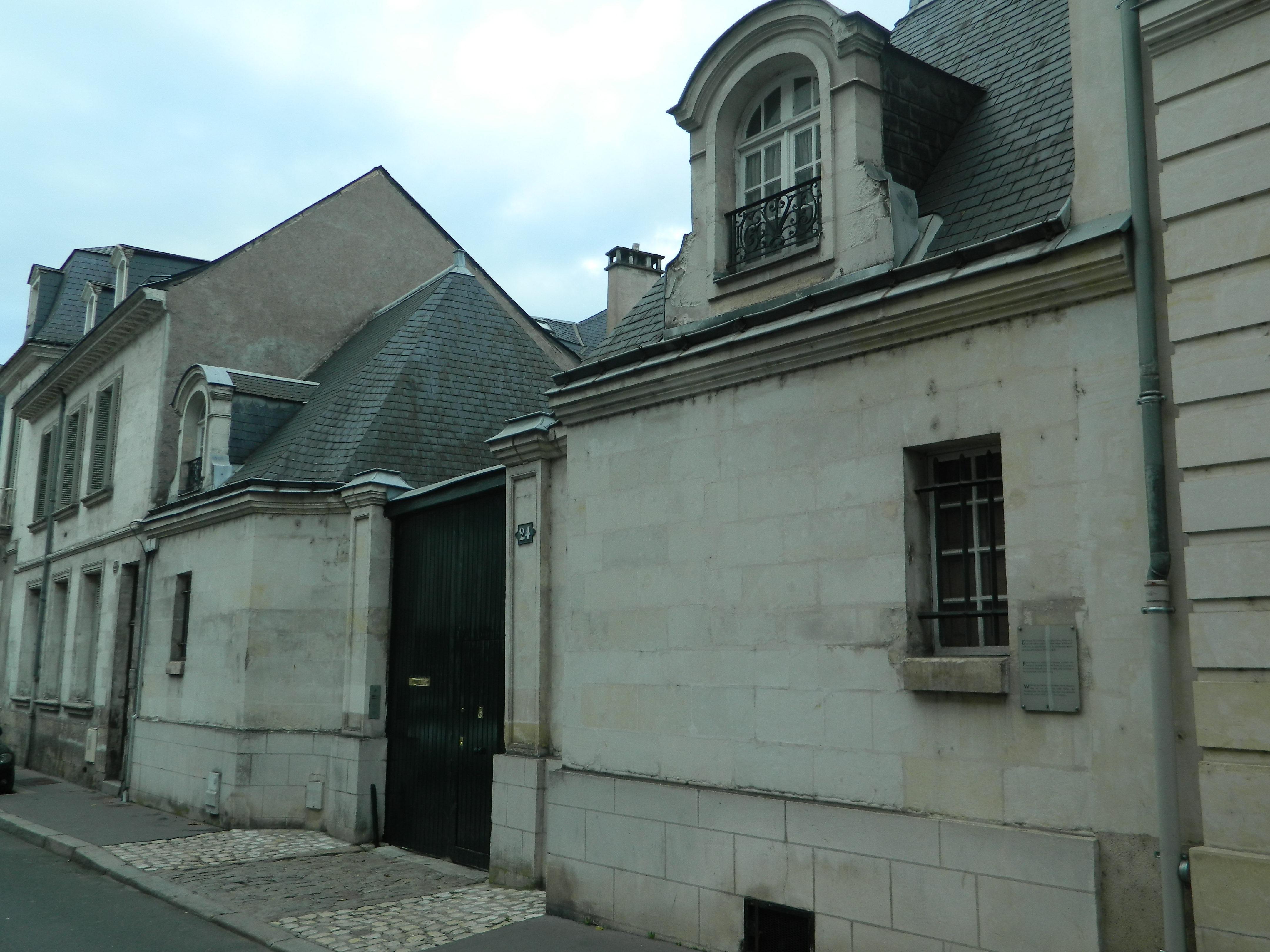